# Шапу, Даниэл
Даниэл Франсишку Шапу (порт. Daniel Francisco Chapo; род. 6 января 1977, Inhaminga, Народная Республика Мозамбик) — мозамбикский государственный деятель. Действующий президент Республики Мозамбик с 15 января 2025 года.

## Биография
Родился 6 января 1977 года в Иньяминге, провинция Софала, Мозамбик. Получил начальное школьное образование в Иньяминге, а с 1988 по 1996 год учился в средней школе в округе Дондо. В 2000 году окончил Университет имени Эдуарду Мондлане, где изучал юриспруденцию. 
В 2004 году Шапу стал государственным нотариусом, а позже получил степень магистра в области государственного управления в Католическом университете Мозамбика. С 2007 по 2008 год он проходил стажировку в коллегии адвокатов, а некоторое время спустя стал преподавать политологию и конституционное право в Педагогическом университете Мапуту.

## Карьера
Шапу является членом политической партии ФРЕЛИМО.
4 марта 2016 года он был назначен губернатором провинции Иньямбане, а три года спустя был переизбран на эту должность в ходе всеобщих выборов в октябре 2019 года.
5 мая 2024 года Шапу был объявлен кандидатом от ФРЕЛИМО на президентских выборах 2024 года для замены Филипе Ньюси, чей срок полномочий подходил к концу. 13 мая того же года он был назначен временным генеральным секретарём партии, а затем ушёл в отставку с губернаторского поста.
24 октября избирательная комиссия Мозамбика объявила, что Шапу победил на выборах, набрав 71% голосов. Однако результаты вызвали сомнения в связи с обвинениями в широко распространённом мошенничестве и нарушениях. Оппозиция заявила, что по результатам проведённого альтернативного опроса, Венансиу Мондлане победил, набрав 53% голосов. Итоги выборов также были поставлены под сомнение Епископальной конференцией Мозамбика и Европейским союзом, а в стране вспыхнули массовые протесты. Несмотря на это, Шапу вступил в должность президента 15 января 2025 года.

## Личная жизнь
Шапу — христианин. Он женат на Гете Сулемане Шапу, с которой у них есть четверо детей.